# Mountain bike ai Giochi europei
La mountain bike è stata inserita nel programma dei Giochi europei nell'edizione inaugurale che si è svolta nel 2015.

## Edizioni
| Giochi | Anno | Sede     | Gare |
| ------ | ---- | -------- | ---- |
| I      | 2015 | Baku     | 2    |
| III    | 2023 | Cracovia | 2    |

## Medagliere complessivo
Aggiornato alla terza edizione.
| Pos.   | Paese       | Oro | Argento | Bronzo | Totale |
| ------ | ----------- | --- | ------- | ------ | ------ |
| 1      | Svizzera    | 2   | 3       | 3      | 7      |
| 2      | Romania     | 1   | 0       | 0      | 1      |
| 2      | Paesi Bassi | 1   | 0       | 0      | 1      |
| 4      | Austria     | 0   | 1       | 0      | 1      |
| 5      | Italia      | 0   | 0       | 1      | 1      |
| 5      | Polonia     | 0   | 0       | 1      | 1      |
| Totale | Totale      | 4   | 4       | 4      | 12     |